# Таті Ґабріель
Тетяна Ґабріель Гобсон (англ. Tatiana Gabrielle Hobson, нар. 25 січня 1996, Сан-Франциско, Каліфорнія, США), відома як Таті Ґабріель, — американська акторка. Відома ролями Геї в науково-фантастичному телесеріалі The 100 та роллю Пруденс в оригінальному серіалі Netflix Моторошні пригоди Сабріни.

## Раннє життя та освіта
Народилася 25 січня 1996 року в Сан-Франциско, Каліфорнія. Її батько темношкірий, а мати — чорношкірого та корейського походження, народилася в Південній Кореї та усиновлена чорношкірою американською родиною.
У 3 роки Ґабріель почала займатися моделлю, а в п'ять років стала моделлю для універмагів Macy's і Nordstrom.
У середній школі Ґабріель була прийнята в театральну програму Оклендської школи мистецтв. Під час перебування в OSA Ґабріель виступила та керувала кількома постановками, а пізніше отримала багато нагород на різних театральних фестивалях, включаючи Edinburgh Festival Fringe в Шотландії. Після закінчення середньої школи переїхала до Атланти, штат Джорджія, де навчалася в коледжі Спелмана, вивчаючи драматургію та французьку мову.

## Фільмографія
| Рік           | Назва                     | Роль                | Примітки                                            |
| ------------- | ------------------------- | ------------------- | --------------------------------------------------- |
| 2014          | Залишитися мечем          | Кітінг              | Короткий фільм; названа Тетяною Гобсон              |
| 2015          | Tatterdemalion            |                     | Короткий фільм; названа Тетяною Гобсон              |
| 2016          | Просто Дженна             | Монік               | Телевізійний фільм; названа Тетяною Гобсон          |
| 2016          | KC Під прикриттям         | Вакі Джекі          | Епізод: «Натяг приречених»                          |
| 2016          | Тандермани                | Ножівка             | Епізод: «Крадіння дому»                             |
| 2017–20       | 100                       | Гея                 | Повторювана роль, 23 епізоди (4—7 сезони)           |
| 2017          | Розмір 404                | Сестра Аманди       | Епізод: «Боб»                                       |
| 2017          | Емоджі Муві               | Адді (голос)        | Фільм                                               |
| 2017          | Вигадливий                | Пташка              | 4 епізоди                                           |
| 2017          | Тарантул                  | (голос)             | 4 епізоди                                           |
| 2018–20       | Моторошні пригоди Сабріни | Пруденс Блеквуд     | Головний акторський склад                           |
| 2020 — донині | Будинок Сови              | Willow Park (голос) | Повторювана роль (1 сезон) Головний герой (2 сезон) |
| 2021-23       | Ти                        | Марієн Белламі      | Головна роль (3-4 сезони)                           |
| 2022          | Uncharted                 | Джо Бреддок         | Фільм                                               |
| 2023          | Калейдоскоп               | Ханна Кім           | Головна роль                                        |
| 2025          | Мортал Комбат 2           | Джейд               | Фільм                                               |
| 2025          | Останні з нас             | Нора                | Телесеріал                                          |